# Garba Sidikou
Garba Sidikou (* 1932 in Birni N’Gaouré; † 21. November 2013) war ein nigrischer Politiker.

## Leben
Garba Sidikou begann seine berufliche Laufbahn 1951 als Lehrer. Er wirkte als stellvertretender Schuldirektor in Niamey, Zinder und Tanout sowie als Schuldirektor in Dogo und am Foyer des Métis („Mestizen-Heim“) in Zinder. Er stand in dieser Zeit der Partei Sawaba nahe. Von 1959 bis 1974 arbeitete Sidikou beim staatlichen Rundfunk Nigers. Anfang der 1960er Jahre war er bereits ein bekannter Radiomoderator und initiierte die Produktion von Hörspielen. Er nahm in der staatlichen Rundfunkanstalt ORTN zunehmend Verwaltungsaufgaben wahr. 1968 wurde für ihn der Posten eines Vizedirektors des ORTN geschaffen.
Sidikou wurde 1973 chef traditionnel (traditioneller Herrscher) von Kouré mit dem Titel Amirou. Im selben Jahr übernahm er die Funktion des Generalsekretärs der Association des Chefs Traditionnels du Niger, des Verbands der traditionellen Herrscher Nigers. Beide Ämter übte er bis zu seinem Tod aus. Unter dem von 1974 bis 1987 regierenden Staatschef Seyni Kountché wurde Garba Sidikou mit verschiedenen hohen politischen Funktionen betraut. Er war von 1974 bis 1975 Staatssekretär für Jugend, Sport und Kultur sowie von 1975 bis 1978 Minister für Jugend, Sport und Kultur. Von 1978 bis 1979 arbeitete er als der Präsidentschaftskanzlei beigeordneter Minister für höhere Bildung und Forschung, von 1979 bis 1983 als Minister für höhere Bildung und Forschung sowie 1983 als Informationsminister. Zuletzt wirkte Sidikou von 1983 bis 1985 als Präfekt-Bürgermeister der Hauptstadt Niamey und anschließend als Generalsekretär des nationalen Entwicklungsrates. 1987 ging er in den Ruhestand.
Garba Sidikou war verheiratet und hatte vier Kinder.